# 大町 (大町市)
大町（おおまち）は長野県大町市の大字。国や県の出先機関や市役所などの官公庁、工場、商業施設等が集積する同市の中心市街地である。当地域の「国勢調査人口」は12,742人（2015年国勢調査）。

## 歴史
奈良時代には安曇郡村上郷の中心地であった。鎌倉時代には仁科氏の居館である「天正寺館」を中心に、京に倣った都市計画が進められ、三日町、五日町、六日町、八日町、九日町、十日町など定期市が立つ市場町が形成された。戦国時代以降は千国街道（糸魚川街道）沿いに大町宿が形成され、物資の中継地点として発展した。「大町」の名称は、天文22年（1553年）の仁科盛政文書が初出で、本来は「仲町」と「本町」の総称を指したことによる。

### 沿革
- 1886年（明治19年） - 新潟県糸魚川との間に車道が開通。
- 1889年（明治22年） - 町村制施行。北安曇郡大町となる。
- 1916年（大正5年）7月5日 - 信濃鉄道（現大糸線）の信濃大町駅が開業。
- 1934年（昭和9年）2月1日 - 信濃鉄道の昭和駅（現南大町駅）が開業。
- 1954年（昭和29年）7月1日 - 北安曇郡大町・平村・常盤村・社村が合併して大町市が発足し、大字大町となる。
- 1960年（昭和35年）7月20日 - 国鉄（現JR東日本）の北大町駅開業。

## 地理
飛騨山脈を源流とする高瀬川と、木崎湖を水源とする農具川が地域を南流する。北は大字平、南は高瀬川を境に大字常盤、南東は農具川を境に大字社に隣接する。北へ伸びる国道148号、南へ伸びる国道147号を軸に、国道406号、県道長野大町線、県道大町明科線などの幹線道路が各方面に通じる。

## 交通
道路
- 国道147号千国街道（糸魚川街道）
- 国道148号千国街道（糸魚川街道）
- 国道406号
- 長野県道31号長野大町線（大町街道）
- 長野県道33号白馬美麻線
- 長野県道45号扇沢大町線（大町アルペンライン）
- 長野県道51号大町明科線
- 長野県道55号大町麻績インター千曲線
- 長野県道306号有明大町線
- 長野県道326号槍ヶ岳線
- 長野県道394号川口大町線
- 長野県道474号信濃大町停車場線

鉄道
- 東日本旅客鉄道（JR東日本）大糸線 南大町駅、信濃大町駅、北大町駅

## 地域

### 公共機関
- 長野地方検察庁大町区検察庁
- 長野地方法務局大町支局
- 関東信越国税局大町税務署
- ハローワーク大町
- 大町労働基準監督署
- 中部森林管理局 中信森林管理署鹿島森林事務所
- 北陸地方整備局 松本砂防事務所高瀬川出張所
- 長野県北アルプス地域振興局
  - 大町建設事務所
  - 大町保健所
  - 大町保険福祉事務所
  - 北アルプス農業改良普及センター
  - 中信会計センター大町分室
- 山岳総合センター
- 大町警察署
- 北アルプス広域消防本部大町消防署
- 市立大町総合病院
- 大町市立大町図書館

### 教育
- 長野県大町岳陽高等学校
- 大町市立大町中学校
- 大町市立大町北小学校
- 大町市立大町西小学校

## 名所・旧跡・観光スポット・祭事・催事
- 大町山岳博物館
- 塩の道ちょうじや
- 大町宿
- 霊松寺
- 天正寺
- 弾誓寺